# マッルービウ
マッルービウ（イタリア語: Marrubiu）は、イタリア共和国サルデーニャ自治州オリスターノ県にある、人口約4,700人の基礎自治体（コムーネ）。

## 地理

### 位置・広がり

#### 隣接コムーネ
隣接するコムーネは以下の通り。
- アーレス
- アルボレーア
- モルゴンジョーリ
- サンタ・ジュスタ
- テッラルバ
- ウーラス